# 德爾默內什蒂
德爾默內什蒂是羅馬尼亞的城鎮，位於該國西南部，距離首府巴克烏40公里，由巴克烏縣負責管轄，面積271.93平方公里，海拔高度362米，2009年人口14,416，大多數居民信奉東正教。

## 外部連結
- www.darmanesti.home.ro （页面存档备份，存于）